# لیان بالابان
لیان بالابان (انگلیسی: Liane Balaban؛ زاده ۲۴ ژوئن ۱۹۸۰) یک هنرپیشه اهل کانادا است. وی از سال ۱۹۹۹ میلادی تاکنون مشغول فعالیت بوده‌است.
از فیلم‌های معروف او می‌توان به بازی در فیلم آخرین شانس هاروی، پارک مدیتیشن و جهانگرد اشاره کرد.